# عرق‌ریزش
عَرَق‌ریزشیا دیافورِز (به انگلیسی: Diaphoresis) به تعریق بیش از حد گفته می‌شود که معمولاً پس از شوک، مسمومیت با داروهایی نظیر استامینوفن، ضدافسردگی‌ها و سروتونین، تب شدید، سکته قلبی و دیگر حالات اورژانسی پزشکی رخ می‌دهد.
تشخیص عرق‌ریزش از مواردی است که از تکنسین فوریت‌های پزشکی انتظار می‌رود. عرق‌ریزش گاه با تب همراه است .